# Carry Geijssen
Carolina Geijssen, més coneguda amb el sobrenom de Carry Geijssen, (Amsterdam, Països Baixos 1947) és una patinadora de velocitat sobre gel neerlandesa, ja retirada, que destacà en els Jocs Olímpics d'Hivern de 1968.

## Biografia
Va néixer l'11 de gener de 1947 a la ciutat d'Amsterdam. Es casà amb el ciclista Rien Langkruis, amb el qual va viure a Indonèsia i el Canadà.

## Carrera esportiva
Va participar en les proves de patinatge de velocitat als Jocs Olímpics d'Hivern de 1968 realitzats a Grenoble (França) on aconseguí guanyar la medalla d'or en la prova de 1.000 metres, convertint-se amb la primera neerlandesa a aconseguir aquest èxit. En aquests Jocs també aconseguí la medalla de plata en la prova de 1.500 metres.
Anteriorment, havia destacat en els Campionats Nacionals dels Països Baixos de patinatge de velocitat, on assolí la plata els anys 1965, 1967 i 1968, i l'or l'any 1966. En el Campionat Mundial de patinatge de velocitat aconseguí la medalla de bronze l'any 1968 a Hèlsinki (Finlàndia) en la prova de combinada.